# Пластинин, Сергей Аркадьевич
Серге́й Арка́дьевич Пласти́нин (род. 25 ноября 1968 года, посёлок Шипицыно, Котласский район Архангельской области) — российский предприниматель, сооснователь, совладелец и бывший председатель совета директоров компании «Вимм-Билль-Данн», поглощённой корпорацией PepsiCo в 2011 году.
Отец Киры Пластининой — дизайнера одежды, продающейся под брендом Kira Plastinina, принадлежащим Сергею Пластинину. Также владелец торговой марки «Модный базар».

## Биография
Окончил 45-ю физико-математическую школу-интернат в Ленинграде (химико-биологический класс), учился в Московском институте электронной техники.
В 1992 году с Михаилом Дубининым основал фирму «Вимм-Билль-Данн», занявшуюся производством соков из концентратов на линии, арендованной на Лианозовском молочном комбинате. С 1998 по 1999 год был заместителем директора Лианозовского молочного комбината, поглощённого «Вимм-Билль-Данном» в 1995—1997 годы.
С 2001 по 2006 год — председатель правления «Вимм-Билль-Данна», исполнял функции главного должностного лица компании. С мая 2010 года возглавлял совет директоров «Вимм-Билль-Данна».

## Награды
В 2004 году стал лауреатом ежегодной национальной премии «Персона года» в номинации «Топ-менеджер года». В том же году стал лауреатом премии бизнес-репутации «Дарин» Российской академии бизнеса и предпринимательства.